# Израиль на летних Олимпийских играх 2012
Израиль на летних Олимпийских играх 2012 года был представлен 37 спортсменами (19 мужчинами и 18 женщинами) в 8 видах спорта. Впервые с 1988 года израильские спортсмены не сумели выиграть ни одной медали на летней Олимпиаде.

## Результаты соревнований

### Бадминтон
Спортсменов — 1
Мужчины
| Соревнование     | Спортсмены      | Групповой этап              | Групповой этап              | 1/8 финала           | 1/4 финала           | 1/2 финала           | Финал                | Финал                |
| Соревнование     | Спортсмены      | 1 матч                      | 2 матч                      | 1/8 финала           | 1/4 финала           | 1/2 финала           | Финал                | Финал                |
| Соревнование     | Спортсмены      | Соперник Счёт               | Соперник Счёт               | Соперник Счёт        | Соперник Счёт        | Соперник Счёт        | Соперник Счёт        | Место                |
| ---------------- | --------------- | --------------------------- | --------------------------- | -------------------- | -------------------- | -------------------- | -------------------- | -------------------- |
| Одиночный разряд | Миша Зильберман | Йоргенсен (DEN) 13-21 12-21 | Дерек Вонг (SIN) 9-21 15-21 | Завершил выступление | Завершил выступление | Завершил выступление | Завершил выступление | Завершил выступление |

### Дзюдо
Спортсменов — 5
Соревнования по дзюдо проводились по системе на выбывание. Утешительные встречи проводились между спортсменами, потерпевшими поражение в четвертьфинале турнира. Победители утешительных встреч встречались в схватке за 3-е место со спортсменами, проигравшими в полуфинале в противоположной половине турнирной сетки.
Мужчины
| Категория | Спортсмены      | 1/32 финала        | 1/16 финала                        | 1/8 финала                             | Четвертьфинал        | Полуфинал            | Финал                | Место |
| Категория | Спортсмены      | Соперник Результат | Соперник Результат                 | Соперник Результат                     | Соперник Результат   | Соперник Результат   | Соперник Результат   | Место |
| --------- | --------------- | ------------------ | ---------------------------------- | -------------------------------------- | -------------------- | -------------------- | -------------------- | ----- |
| до 60 кг  | Артём Аршанский | Не участвовал      | Йерун Морен (NED) поб. 0001 - 0001 | Хироаки Хираока (JPN) пор. 0000 - 0120 | Завершил выступление | Завершил выступление | Завершил выступление | 9     |
| до 66 кг  |                 |                    |                                    |                                        |                      |                      |                      |       |
| до 73 кг  |                 | Не участвовал      |                                    |                                        |                      |                      |                      |       |
| до 90 кг  |                 |                    |                                    |                                        |                      |                      |                      |       |
| до 100 кг |                 |                    |                                    |                                        |                      |                      |                      |       |

Женщины
| Категория | Спортсмены | 1/16 финала        | 1/8 финала         | Четвертьфинал      | Полуфинал          | Финал              | Место |
| Категория | Спортсмены | Соперник Результат | Соперник Результат | Соперник Результат | Соперник Результат | Соперник Результат | Место |
| --------- | ---------- | ------------------ | ------------------ | ------------------ | ------------------ | ------------------ | ----- |
| до 63 кг  |            | Не участвовала     |                    |                    |                    |                    |       |

### Лёгкая атлетика
Спортсменов — 3
Мужчины
| Дисциплина | Спортсмен       | Предварительный раунд | Предварительный раунд | Полуфиналы           | Полуфиналы           | Финал                | Финал                |
| Дисциплина | Спортсмен       | Результат             | Место                 | Результат            | Место                | Результат            | Место                |
| ---------- | --------------- | --------------------- | --------------------- | -------------------- | -------------------- | -------------------- | -------------------- |
| 400 м      | Дональд Санфорд | 45,71                 | 26                    | Завершил выступление | Завершил выступление | Завершил выступление | Завершил выступление |
| марафон    | Зохар Земиро    |                       |                       |                      |                      | 2:34,59              | 81                   |

Женщины
| Дисциплина      | Спортсмен      | Квалификация | Квалификация | Финал                 | Финал                 |
| Дисциплина      | Спортсмен      | Результат    | Место        | Результат             | Место                 |
| --------------- | -------------- | ------------ | ------------ | --------------------- | --------------------- |
| прыжки с шестом | Джиллиан Шварц | 4,40         | 18           | Завершила выступление | Завершила выступление |

### Парусный спорт
Спортсменов — 7
Соревнования по парусному спорту в каждом из классов состояли из 10 гонок, за исключением класса 49er, где проводилось 15 заездов. В каждой гонке спортсмены стартовали одновременно. Победителем каждой из гонок становился экипаж, первым пересекший финишную черту. Количество очков, идущих в общий зачёт, соответствовало занятому командой месту. 10 лучших экипажей по результатам 10 гонок попадали в медальную гонку, результаты которой также шли в общий зачёт. В случае если участник соревнований не смог завершить гонку ему начислялось количество очков, равное количеству участников плюс один. При итоговом подсчёте очков не учитывался худший результат, показанный экипажем в одной из гонок. Сборная, набравшая наименьшее количество очков, становится олимпийским чемпионом.
Мужчины
| Класс | Спортсмены   | Гонка | Гонка | Гонка | Гонка | Гонка | Гонка | Гонка | Гонка | Гонка | Гонка | Гонка         | Очки | Место |
| Класс | Спортсмены   | 1     | 2     | 3     | 4     | 5     | 6     | 7     | 8     | 9     | 10    | M             | Очки | Место |
| ----- | ------------ | ----- | ----- | ----- | ----- | ----- | ----- | ----- | ----- | ----- | ----- | ------------- | ---- | ----- |
| RS:X  | Шахар Цубери | 12    | 8     | 17    | 10    | BFD   | 12    | 35    | 34    | 26    | 1     | Не участвовал | 155  | 19    |
| 470   |              |       |       |       |       |       |       |       |       |       |       |               |      |       |

Женщины
| Класс        | Спортсмены | Гонка | Гонка | Гонка | Гонка | Гонка | Гонка | Гонка | Гонка | Гонка | Гонка | Гонка | Очки | Место |
| Класс        | Спортсмены | 1     | 2     | 3     | 4     | 5     | 6     | 7     | 8     | 9     | 10    | M     | Очки | Место |
| ------------ | ---------- | ----- | ----- | ----- | ----- | ----- | ----- | ----- | ----- | ----- | ----- | ----- | ---- | ----- |
| RS:X         |            |       |       |       |       |       |       |       |       |       |       |       |      |       |
| 470          |            |       |       |       |       |       |       |       |       |       |       |       |      |       |
| Лазер Радиал |            |       |       |       |       |       |       |       |       |       |       |       |      |       |

Использованы следующие сокращения:
- M — медальная гонка
- BFD — нарушение правила 30.3. «Черный флаг»

### Стрельба
Мужчины
| Соревнование                       | Спортсмены | Квалификация | Квалификация | Финал | Всего     | Всего |
| Соревнование                       | Спортсмены | Результат    | Место        | Финал | Результат | Место |
| ---------------------------------- | ---------- | ------------ | ------------ | ----- | --------- | ----- |
| Пневматическая винтовка, 10 метров |            |              |              |       |           |       |
|                                    |            |              |              |       |           |       |

### Стрельба из лука
Спортсменов — 1
Мужчины
| Соревнование              | Спортсмены | Квалификация | Квалификация | 1/32 финала        | 1/16 финала        | 1/8 финала         | Четвертьфинал      | Полуфинал          | Финал              |
| Соревнование              | Спортсмены | Результат    | Место        | Соперник Результат | Соперник Результат | Соперник Результат | Соперник Результат | Соперник Результат | Соперник Результат |
| ------------------------- | ---------- | ------------ | ------------ | ------------------ | ------------------ | ------------------ | ------------------ | ------------------ | ------------------ |
| Индивидуальное первенство |            |              |              |                    |                    |                    |                    |                    |                    |

### Спортивная гимнастика
Мужчины
| Спортсмены                  | Соревнование       | Квалификация       | Квалификация | Квалификация | Квалификация   | Квалификация        | Квалификация | Квалификация | Квалификация | Финал              | Финал     | Финал     | Финал          | Финал               | Финал       | Финал     | Финал     |
| Спортсмены                  | Соревнование       |                    |              |              |                |                     |              | Всего        | Место        |                    |           |           |                |                     |             | Всего     | Место     |
| Спортсмены                  | Соревнование       | Вольные упражнения | Конь         | Кольца       | Опорный прыжок | Параллельные брусья | Перекладина  | Всего        | Место        | Вольные упражнения | Конь      | Кольца    | Опорный прыжок | Параллельные брусья | Перекладина | Всего     | Место     |
| --------------------------- | ------------------ | ------------------ | ------------ | ------------ | -------------- | ------------------- | ------------ | ------------ | ------------ | ------------------ | --------- | --------- | -------------- | ------------------- | ----------- | --------- | --------- |
| Аронович, Феликс Леонидович | личное многоборье  | 14.033             | 13.433       | 14.100       | 13.900         | 14.233              | 13.500       | 83.199       | 32           | Не прошёл          | Не прошёл | Не прошёл | Не прошёл      | Не прошёл           | Не прошёл   | Не прошёл | Не прошёл |
| Александр Шатилов           | личное многоборье  | 15.633             | 14.133       | 14.033       | 15.533         | 14.700              | 14.000       | 89.032       | 12 Q         | 15.600             | 14.266    | 14.200    | 15.133         | 14.400              | 14.833      | 88.432    | 12        |
| Александр Шатилов           | вольные упражнения | 15.633             | н/д          | н/д          | н/д            | н/д                 | н/д          | 15.633       | 4 Q          | 15.333             | н/д       | н/д       | н/д            | н/д                 | н/д         | 15.333    | 6         |

Женщины
| Спортсмены                    | Соревнование      | Квалификация   | Квалификация        | Квалификация | Квалификация       | Квалификация | Квалификация | Финал              | Финал          | Финал               | Финал     | Финал     | Финал     |
| Спортсмены                    | Соревнование      |                |                     |              |                    | Всего        | Место        |                    |                |                     |           | Всего     | Место     |
| Спортсмены                    | Соревнование      | Опорный прыжок | Разновысокие брусья | Бревно       | Вольные упражнения | Всего        | Место        | Вольные упражнения | Опорный прыжок | Разновысокие брусья | Бревно    | Всего     | Место     |
| ----------------------------- | ----------------- | -------------- | ------------------- | ------------ | ------------------ | ------------ | ------------ | ------------------ | -------------- | ------------------- | --------- | --------- | --------- |
| Максюта, Валерия Владимировна | личное многоборье | 12.800         | 9.433               | 10.533       | 12.933             | 45.699       | 59           | Не прошла          | Не прошла      | Не прошла           | Не прошла | Не прошла | Не прошла |